# Expression systémique
 (avril 2018).
Si vous disposez d'ouvrages ou d'articles de référence ou si vous connaissez des sites web de qualité traitant du thème abordé ici, merci de compléter l'article en donnant les références utiles à sa vérifiabilité et en les liant à la section « Notes et références ».
 (avril 2018).
- Si vous ne connaissez pas le sujet, laissez ce bandeau (vous pouvez alors contacter les auteurs).
- Si vous supprimez le contenu mis en cause (vous pouvez préalablement contacter les auteurs),

argumentez précisément cette suppression dans la page de discussion
(un manque de référence n'est pas un argument ; une recherche réelle de référence doit avoir été effectuée, être formellement documentée).
L'expression systémique est une forme d'art qui utilise simultanément des moyens distincts qui ensemble forment une œuvre qui est alors un système. Il s'agit souvent d'installations multimédia interactives ou de sculptures mobiles, qui constituent des œuvres dont la créativité ou l'intérêt ne viennent pas des éléments pris séparément, mais du résultat de leurs interactions entre eux et parfois avec leur environnement (eau, vent, son, public, etc.).
L'expression systémique peut être rapprochée de l'autopoièse et des phénomènes émergents[réf. souhaitée].

## Le système en tant qu'œuvre

### Émergence "choisie"
La théorie des systèmes définit un système comme un ensemble d'éléments en relation, répondant à des règles propres au système, et dont le comportement global peut faire apparaître des propriétés nouvelles, distinctes de celles des éléments qui le compose : c'est le principe d'émergence. En soi, l'émergence est un phénomène mais elle peut être employée pour servir un discours artistique dès lors que les règles du système résultent de choix artistiques, d'ordre graphique, chorégraphique, symbolique ou autre.

### Discours du système
Dans le cas d'une œuvre interactive, on peut considérer l'expérience que le public - spectateur et acteur - fait de cette expression en se confrontant aux règles du système et à son univers en général. Installations interactives, jeux vidéo et jeux de société constituent des cas typiques dès lors qu'ils font discours.

## Illustrations du concept d'expression systémique

### Cas du jeu vidéo
On considère communément le jeu vidéo comme la somme de plusieurs arts (film, musique, arts graphiques, littérature), restreignant sa dimension artistique à ces composantes, sans lui reconnaitre toutefois l'idée d'une proposition commune.
Cependant le jeu vidéo contient différents éléments reliés avec des règles précises,  orientées par la ligne du game design. L'expression systémique d'un jeu vidéo est l'art que celui-ci exprime en tant que système. Résultat du travail d'une équipe de développement, le jeu vidéo est assimilé à une œuvre collective et, idéalement, le discours qui nait du système est nourri par un message collectif.
Ce système donne plus ou moins de liberté au joueur selon les cas. Certains jeux comme Morrowind ou Fable tentent de lui offrir une liberté maximale afin qu'il évolue à sa guise. D'autres jeux, plus restrictifs et linéaires, se rapprochent plus de formes d'art narratif comme un film ou un roman (ex : jeux de plates-formes tel Super Mario).
Le jeu vidéo "idéal", où le joueur aurait une liberté d'action totale, pareille à la réalité, s'il était techniquement possible, nierait sa part artistique dans la mesure où elle résulte du choix sélectif des interactions proposées. C'est à l'intersection des contributions de l'équipe que se situe l'expression artistique du système, coordonnée au travers du game design.
À travers cette expression systémique, certains jeux sont porteurs de discours politique, économique, écologique ..., tel Ōkami, qui véhicule un message écologique, ou bien Wolfenstein 3D, exutoire anti-nazi. Le scénario seul d'un jeu est insuffisant pour parler d'expression systémique : il s'agit d'un ensemble tenant d'abord au gameplay proposé et à la manière dont il fait discours (puzzles, capacités du joueur, réaction des intelligences artificielles, etc.).

### Cas du jeu de société
Le jeu de société, comme le jeu vidéo, définit un système avec lequel les joueurs peuvent interagir. Ainsi, de la même manière, le jeu de société peut être porteur de message à travers l'expression systémique. Le Monopoly, par exemple, est clairement identifié comme une mise en situation du capitalisme. Dans un autre registre, les éditions Bioviva s'emploient à créer des jeux de société/éducatifs traitant de la nature et de l’environnement.
Au travers de leur expérimentation, ces systèmes portent donc un discours et des questionnements pouvant aller de l'éthique jusqu'au politique.